# Charles Humez
Charles Humez (Méricourt, 18 maggio 1927 – Bois-Bernard, 11 novembre 1979) è stato un pugile francese, campione europeo dei pesi medi, due volte avversario di Tiberio Mitri.

## Biografia

### Carriera da dilettante
Ex minatore, durante la carriera dilettantistica Charles Humez sale sul ring 330 volte, riportando 324 vittorie, 3 pari e 3 sconfitte.
Ai Campionati europei di pugilato dilettanti del 1947, a Dublino, vince la medaglia d'argento nei pesi welter.

### Carriera da professionista
Esordisce tra i professionisti nel 1948. Combatte in Francia, in Belgio e in Svizzera. Il 4 febbraio 1950 conquista il titolo nazionale dei pesi welter, che perde per squalifica il 27 maggio dello stesso anno, dopo una difesa vittoriosa. Lo riconquista il 26 febbraio 1951, battendo a Parigi Gilbert Lavoine, ai punti in quindici riprese.
Il 13 giugno dello stesso anno, a Porthcawl, conquista la cintura europea dei welter battendo ai punti il britannico Eddie Thomas. La difende il 24 settembre successivo mettendo KO a Parigi il belga Emile Delmine.
Dopo questo successo, Humez sale alla categoria superiore dei pesi medi per incontrare a Parigi, il 22 ottobre 1951 l'ex Campione europeo e sfidante al titolo mondiale Tiberio Mitri. Humez si aggiudica l'incontro ai punti in dieci riprese.
Il 21 aprile 1952 sconfigge ai punti il connazionale Laurent Dauthuille, anch'egli sfidante di Jake LaMotta per il titolo mondiale dei medi. Il successivo 21 settembre a Lilla batte l'ex campione d'Italia Giovanni Manca per Kot all'ottavo round.
Charles Humez è poi designato dall'EBU per combattere con il britannico Randy Turpin, originario della Guyana, la semifinale per la cintura dei medi, lasciata vacante dal fuoriclasse statunitense Sugar Ray Robinson, in un incontro valido anche per il titolo europeo ugualmente vacante. Il suo avversario è reduce da due intensi combattimenti con Robinson al quale aveva prima strappato e poi riconsegnato la cintura mondiale, dopo avergli inflitto la seconda sconfitta in carriera.
Il 9 giugno 1953, sul ring del White City Stadium di Londra, Charles Humez è sconfitto da Turpin ai punti in quindici riprese. Il 24 gennaio 1954 si rifa conquistando il titolo francese dei medi, battendo ai punti Claude Milazzo.
Il 13 novembre dello stesso anno, affronta nuovamente, a Milano, il triestino Tiberio Mitri, con in palio la cintura europea che, nel frattempo, Mitri aveva conquistato mettendo KO al primo round Randy Turpin. Humez conduce le prime due riprese e alla fine della seconda il triestino tocca per un attimo il tappeto. Alla terza ripresa decide di stringere i tempi. Mitri colpito più volte, va nuovamente al tappeto, anche se l'arbitro preferisce non contarlo. Dopo una decina di secondi crolla nuovamente colpito da un sinistro micidiale. Si rialza al nove ma, di fronte agli attacchi dell'avversario mette nuovamente il ginocchio a terra e poi viene malamente scaraventato tra le corde. A questo punto il match è dichiarato concluso con la vittoria per knock-out tecnico di Humez che conquista la sua seconda cintura europea.
Dopo una tournée negli Stati Uniti, dove è sconfitto ai punti a New York dal futuro campione del mondo Gene Fullmer, Humez difende quattro volte il titolo europeo. Il 13 ottobre 1956 batte a Milano Franco Festucci per Kot al dodicesimo round. Il 4 febbraio 1957, a Parigi, batte il campione dell'Impero britannico Pat McAteer per Kot all'ottavo round. Il 29 maggio dello stesso anno, ancora a Milano batte Italo Scortichini ai punti.
Humez perde il titolo europeo il 4 ottobre 1958 a Westend (Berlino), per Kot al dodicesimo round, dai pugni di Gustav Scholz, un avversario da lui battuto ai punti a Parigi nemmeno cinque mesi prima, senza titolo in palio. Dopo di ciò si ritira dal pugilato.
Muore a soli cinquantadue anni per commozione cerebrale.